# Gibb River
Gibb River är ett vattendrag i Australien. Det ligger i delstaten Western Australia, omkring 2 100 kilometer nordost om delstatshuvudstaden Perth.
Omgivningarna runt Gibb River är i huvudsak ett öppet busklandskap. Trakten runt Gibb River är nära nog obefolkad, med mindre än två invånare per kvadratkilometer. Genomsnittlig årsnederbörd är 1 233 millimeter. Den regnigaste månaden är februari, med i genomsnitt 268 mm nederbörd, och den torraste är augusti, med 1 mm nederbörd.